# كاندي بينت (أغنية)
«كاندي بينت» (بالإنجليزية: Candy Paint)‏ هي أغنية للرابر الأمريكي بوست مالون من الموسيقى التصويرية لفيلم الأكشن لعام 2017 فاست أند فيوريس 8. تم إعادة إصدار المسار بواسطة ريبابليك ريكوردز في 20 أكتوبر 2017 كثاني أغنية منفردة من ألبوم مالون الإستديو الثاني بيربونغز وبنتليز (2018). تم تحميل الفيديو الصوتي المصاحب لها علي قناة الـيوتيوب لـتسجيلات أتلانتيك في 13 أبريل 2017.

## الخلفية
بغض النظر عن أسماء بعض السيارات فقد ذكرت أغنية كاندي بينت أيضا «مايكل سكوت» رئيس شركة دندر ميفلين في مسلسل المكتب الذي لعب دوره ستيف كارل.

## الأداء في اللوائح
أحتلت أغنية كاندي بينت المرتبة 84 علي لائحة بيلبورد هوت 100، وصعدت لاحقا للمرتبة 34.

## اللوائح

### اللوائح الأسبوعية
| اللائحة (2017–18)                                             | أعلي ترتيب |
| ------------------------------------------------------------- | ---------- |
| أستراليا (أريا تشارتس)                                        | 19         |
| كندا (كاناديان هوت 100)                                       | 27         |
| التشيك (الاتحاد الدولي للصناعة الفونوغرافية)                  | 49         |
| الدنمارك (تراكليسن)                                           | 18         |
| المجر (ستريم توب 40)                                          | 32         |
| إيرلندا (المنظمة الإيرلاندية للموسيقى المسجلة)                | 31         |
| هولندا (سينغل توب 100)                                        | 82         |
| نيوزلندا (ريكورديد ميوزك إن زيت)                              | 6          |
| النرويج (في جي ليستا)                                         | 38         |
| الفليبين (فليبين هوت 100)                                     | 87         |
| البرتغال (المنظمة البرتغالية الفونوغرافية)                    | 39         |
| سلوفاكيا (الاتحاد الدولي للصناعة الفونوغرافية)                | 55         |
| السويد (سويرجتوبليستان)                                       | 39         |
| سويسرا (هيت باراد سويسرا)                                     | 97         |
| تصنيف المملكة المتحدة للأغاني المنفردة (شركة اللوائح الرسمية) | 65         |
| بيلبورد هوت 100 الأمريكية                                     | 34         |
| هوت آر&بي/هيب هوب سونغز الأمريكية (بيلبورد)                   | 21         |

### لوائح نهاية السنة
| اللائحة (2018)                              | الترتيب |
| ------------------------------------------- | ------- |
| أستراليا (أريا)                             | 45      |
| نيوزلندا (ريكورديد ميوزك إن زيت)            | 31      |
| هوت آر&بي/هيب هوب سونغز الأمريكية (بيلبورد) | 62      |

## الشهادات
| المنطقة                                            | الشهادة   | المبيعات |
| -------------------------------------------------- | --------- | -------- |
| أستراليا (أريا)                                    | 2× بلاتين | 140000   |
| كندا (ميوزيك كندا)                                 | 2× بلاتين | 160000   |
| الدانمارك (أي إف بي أي الدانمارك)                  | ذهب       | 45000    |
| نيوزلندا (ريكورديد ميوزك إن زيت)                   | بلاتين    | 30000    |
| السويد (المنظمة السويدية للصناعة الموسيقية)        | بلاتين    | 40000    |
| الولايات المتحدة (رابطة صناعة التسجيلات الأمريكية) | بلاتين    | 1000000  |